# Basílica Opímia

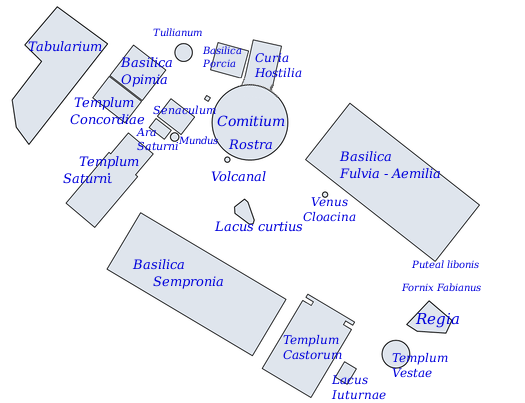
Situació probable de la basílica Opímia al fòrum Romà

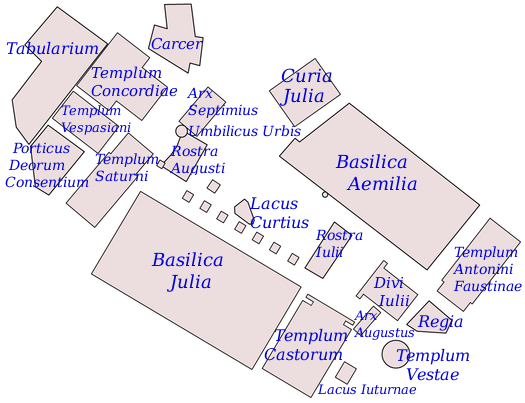
Amb l'ampliació del temple de la Concòrdia en època imperial, desapareix la basílica Opímia

La Basílica Opímia (en llatí: Basilica Opimia) era una de les tres construccions per a reunions civils que hi havia a l'antiga Roma republicana.

## Localització
La basílica Opímia estava al fòrum Romà, al costat del Temple de la Concòrdia. Els textos antics no precisen a quin costat d'aquest temples estava la basílica, però se suposa que estaria al sud-oest i així quedaria espai per accedir a la Gradus Monetae, l'escala que menava a l'Arx (la ciutadella del turó Capitolí). Altres la situen al nord del temple, entre aquest i el Tullianum.

## Història
La seva construcció va ser probablement manada pel cònsol romà Luci Opimi l'any 121 aC, al mateix temps que s'encarregava de les obres de reconstrucció del Temple de la Concòrdia, per ordre del senat romà després de la mort de Gai Semproni Grac. La basílica va ser destruïda quan el cònsol i futur emperador Tiberi va fer reconstruir i eixamplar el temple, entre els anys 7 aC i el 10 dC.
No queda cap vestigi de la basílica. Només és coneguda per la menció que en va fer Varró i per dues inscripcions que s'han trobat dels esclaus que hi van treballar. És possible que la basílica de la qual parlava Ciceró en un discurs es tractés de la basílica Opímia.